# Броварська катастрофа (2000)
50°30′45.4″ пн. ш. 30°47′32.9″ сх. д. / 50.512611° пн. ш. 30.792472° сх. д.
Броварська́ катастро́фа 20 квітня 2000 року — нещасний випадок, що стався в місті Бровари Київської області, коли навчально-бойова ракета типу «земля-земля» комплексу «Точка-У», запущена на військових навчаннях із Гончарівського полігону, зійшла з запланованого курсу та, пролетівши 90 км, влучила в житлову дев'ятиповерхівку. Ракета не мала спорядженої вибухівкою бойової частини, внаслідок удару ракетою загинуло три особи та ще п'ять отримали поранення.
Протягом чотирьох днів після катастрофи, до 23 квітня, Міністерство оборони України на чолі з Олександром Кузьмуком відмовлялося визнати, що саме їхня ракета влучила в житловий будинок.

## Передумови

### Ракета
Запущена по Броварах ракета «Точка-У» була частково навчальною: навчальна головна частина з бойовим двигуном, саме через це в ній була відсутня система самоліквідації, яка спрацьовує при відхиленнях від курсу, вона присутня лише в бойових версіях ракети.
При враженні бойовою версією ракети від будинку, у який вона поцілила, та сусідніх споруд мало що б залишилось. Вибір ракети між навчальною і бойовою був випадковий, до цього схожі навчання відбувались і з бойовими версіями «Точки-У».
Маса рухомого комплексу — 18 тонн, самої ракети — 2 тонни. Довжина ракети — 6,4 м, діаметр — 65 см. Висота польоту — від 6 до 26 км, дальність — від 15 до 120 км. Вага боєголовки (або її навчального аналога) — 480 кг. Швидкість польоту — 2520 км/г.
На озброєнні в СРСР ракетний комплекс перебував з кінця 1980-х років, досі вважається високоточною зброєю. Термін зберігання — 10 років, технічної експлуатації — 15 років.
Саме ця ракета «9М79», що влучила в будинок, була виготовлена 6 липня 1990 року на Воткінському військовому заводі у Радянській Росії. Ракетна бригада прийняла її з бази зберігання 14 квітня 2000 року.
До закінчення гарантійного терміну, встановленого заводом-виробником, залишалося два з половиною місяці. Перед тим як розписатися за отримання ракети, її перевірили на справність за допомогою автоматизованої контрольно-випробувальної машини «В9-819». На 95-й операції апаратура виявила відмову дискретно-аналогового обчислювального пристрою — тобто системи управління ракетою. Співробітники бази замінили несправний блок протягом години. Ракету перевірили ще раз — несправностей виявлено не було.
19 квітня її завантажили на транспортну машину, повезли на полігон. В дорозі зупинялися, перевіряли надійність кріплень. На полігоні її перевантажили на пускову установку, і начальник розрахунку, який прийняв ракету під свою відповідальність, ще раз перевірив її на установці, ракета була справна.

### Підрозділ
«Нещасливу» ракету відправили у політ з розрахунку тактичного ракетного комплексу 9К79 «Точка-У», що входив до складу 123-ї ракетної бригади, яка дислокувалася в Конотопі. Ця ракетна бригада за підсумками перевірки 1999 року була визнана кращою в Сухопутних військах Збройних сил України.

### Будинок
Будинок по бульвару Незалежності № 3, був збудований 1975 року, одна з перших дев'ятиповерхівок у місті Бровари. Споруда була збудована із цегли для працівників броварського заводу порошкової металургії. Будинок розташовувався в 84 км від Гончарівського полігону.
На першому поверсі під'їзду, у який влучила ракета, розташовувався Броварський паспортний стіл, пізніше — відділ Державної міграційної служби України, на щастя, у день катастрофи відділ не працював.
Місце удару ракети було лише за 200 метрів від центру міста — сучасного Майдану Свободи, та за 80 м від Броварської міської ради.

## Перебіг подій

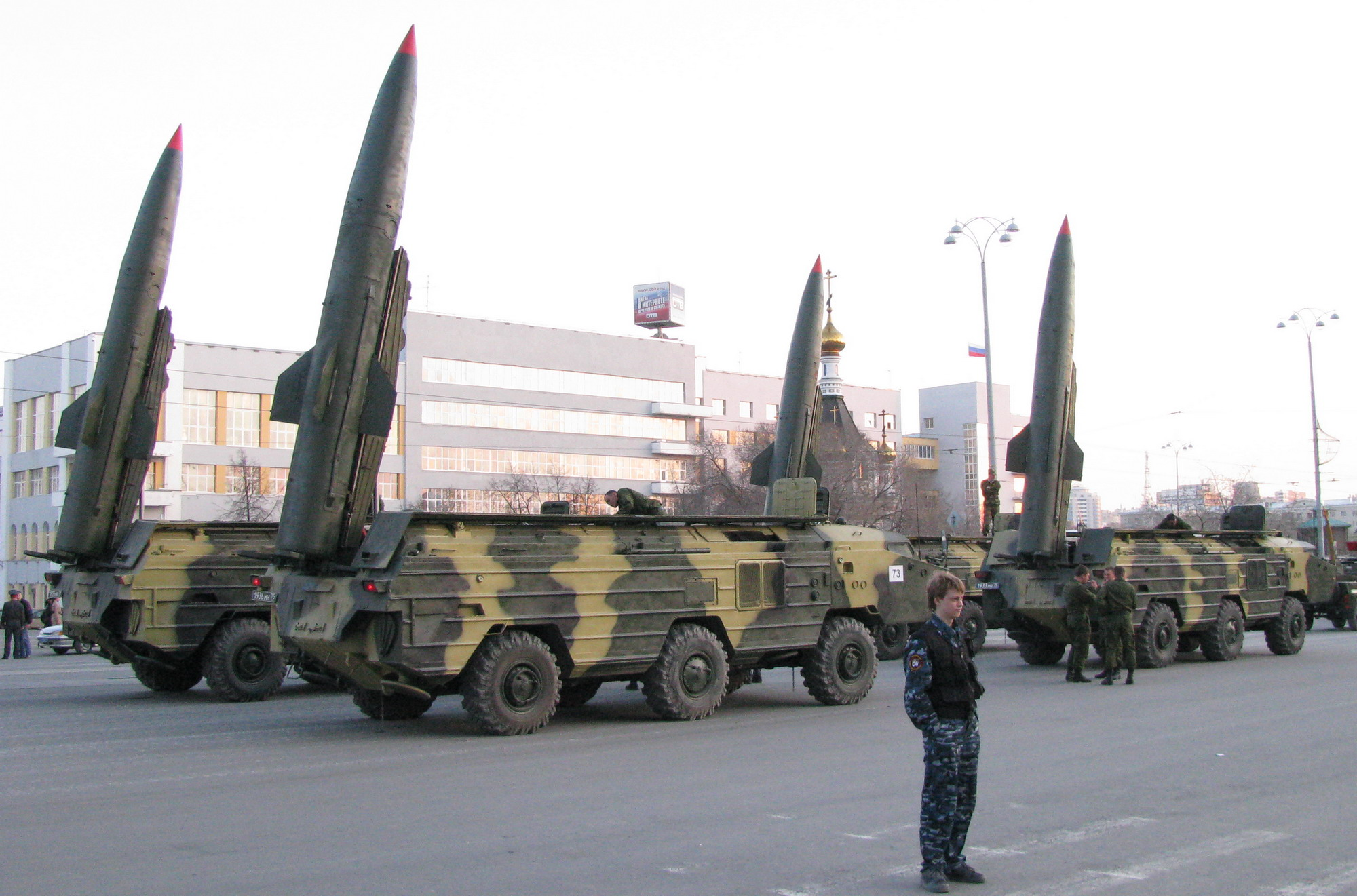
Ракета «Точка-У», що влучила в Бровари

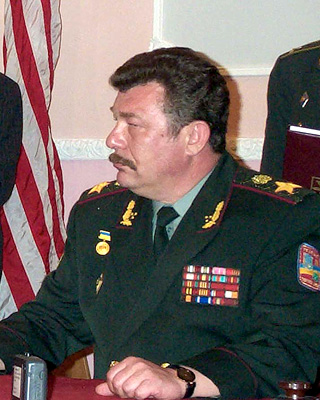
Олександр Кузьмук — Міністр оборони під час Броварської трагедії

Під'їзд, у який у 2000 році влучила ракета

У планових навчаннях, які проходили 20 квітня 2000 року на Гончарівському полігоні, брали участь 300 осіб і понад 70 машин. За честь виїхати на навчання змагалося 18 розрахункових підрозділів. Рядові солдати намагалися потрапити туди в будь-якій ролі — навіть кухаря чи господарських робітників. Полігон розташований в 250 км від розташування частини, тому з метою економії коштів змогли виїхати лише 50 бійців на 10 машинах. Виїхали і дві ракетні пускові установки «Точка-У».
25-річному старшому лейтенанту, який керував запуском, на місці видали координати цілі. Він ввів їх до комп'ютера, а подальші розрахунки машина здійснила автоматично. Результат розрахунку для безпеки ще раз був перевірений контрольною групою Головного управління ракетних військ і артилерії. Запланована ціль була розташована в 31 км від місця запуску, на Деснянському полігоні.
Запуск ракети був проведений о 15:05, він відбувся успішно, вже пізніше, під час 12-ї секунди польоту, військові помітили незвичний невеликий спалах на корпусі ракети, але не надали цьому уваги. Після цього ракета зійшла з курсу і пролетіла 90 км в напрямку Броварів.
Після пуску ракети бойовому розрахунку було необхідно негайно покинути пускові позиції. Адже, згідно з легендою навчань, установка була практично не захищена і могла піддатися удару у противника. Тому, за півгодини, провівши технічні роботи, бригада негайно виступила зворотнім маршем в Конотоп. Також, перед маршем учасникам запуску було вручено нагородні годинники, їх вручив заступник командувача військами Північного оперативного командування.
Близько 15:11 у під'їзді № 2 багатоповерхового будинку по бульв. Незалежності № 3 пролунав вибух. У результаті вибуху було пошкоджено 2—9 поверхи. Інші під'їзди не зазнали значних пошкоджень. Вибух було чутно в радіусі 20 км, у сусідніх будинках від звукової хвилі повилітали шибки.
Джерелом вибуху було влучання в будинок ракети «Точка-У». Вона почала своє зниження на висоті близько 8 км, а швидкість її падіння становила близько 2500 км/год. При влучанні ракети в будівлю її вага становила 1,1 тонни. Такої сили удар перетворив ракету на великі уламки. У даху будівлі утворився великий круглий отвір, що пронизував весь під'їзд.
Міліція та рятувальники МНС прибули на місце о 15:16, через 4 хвилин після виклику. Вони почали розбирати завали та шукати під ними людей. Пошуково-рятувальними роботами займалась Київська бригада Цивільної оборони у складі 26 осіб, аварійно-рятувальний загін МНС — 19 осіб, та 7 представників оперативно-рятувальної служби Києва, які прибули на місце о 17:35.
Доступ до під'їзду в радіусі 50 м був перекритий. В оточенні стояли бійці «Беркута» і працівники міліції. Вікна квартир з другого поверху по дев'ятий сяяли розбитими шибками. Найдрібнішими осколками скла був усипаний весь двір, а з іншого боку — весь вільний простір до 30 метрів, аж до проїжджої частини бульвару. На деревах біля будинку повисли викинуті вибухом віконні занавіски, пледи, і навіть одна ватна ковдра. Унаслідок трагедії загинуло 2 жінки та 1 чоловік. 5 людей доставили до лікарні з травмами різних ступенів тяжкості.
Попередня встановлена оцінка причини катастрофи від МВС — це умисно підготований вибуховий пристрій.
Одразу після запуску ракети на Деснянський полігон для перевірки влучання ракети у заплановану ціль виїхала контрольна група Головного управління сухопутних військ. Увечері, коли війська вже повернулися з навчань у Конотоп, контрольна група доповіла, що у 8 метрах від залізобетонні плити, яка слугувала як мішень, знайшли уламки ракети. Це вважається дуже хорошим результатом.
Відхилення від цілі до 150 м для «Точки-У» оцінюється «відмінно», до 200 м — «добре», до 250 м — «задовільно». Уже пізніше стало відомо, що це були уламки ракет зі старих навчань.

## Реакція та розслідування
До 21 квітня Міністерство оборони України виключало ймовірність того, що причиною вибуху могло бути влучання ракети, запущеної в ході навчань.
Як заявив начальник групи інформації прес-служби Міноборони Ігор Халявінський, коментуючи інформацію джерел про те, що причиною вибуху могло стати враження ракетою, в четвер в Збройних силах України був здійснений єдиний санкційований пуск ракет, який проводився на Гончарівському полігоні в Чернігівській області, за 130 км від Броварів:

| Запуск був здійснений о 15:05, й о 15:07 за 30 кілометрів від місця запуску ракета влучила в ціль. При цьому зафіксовано відхилення від центра цілі на 8 метрів, що в даному випадку згідно з нормативами, вважається відмінним показником для пуску такої сильної ракети |
| — Начальник групи інформації прес-служби Міноборони Ігор Халявський. 21 квітня 2000 року |

Однак поряд із цією інформацією в той же день була оголошена й інша:

| Однією із основних версій причин вибуху житлового будинку в місті Бровари Київської області є вибух ракети, що впала на будинок. За даними експертів, ракета, впавши на будівлю, прибила перекриття з 9 по 2 поверхи, де і вибухнула. Походження ракети невідоме. Міліція ж вважає, що причиною вибуху в будинку Броварів був закладений вибуховий механізм. |
| — «Інтерфакс-Україна». 21 квітня 2000 року |

Рівно через добу після запуску ракети, о 15:07, 21 квітня міністру оборони Олександру Кузьмукові, який перебував на Тарутинському полігоні (Одеська область), вперше доповіли, що, можливо, причина трагедії в Броварах — удар ракети, яка прямовисно впала з висоти 8 км. Приводом для доповіді стала знайдена на місці табличка з кодом ракети «Точка У» — «9М79».

### 22 квітня
Підтверджується версія про те, що причиною вибуху в під'їзді житлового будинку в Броварах стало влучання ракети класу «земля — земля», запущеної під час навчань із Гончарівського полігону Чернігівської області, повідомляє «Інтерфакс-Україна». Однак висновки про причину вибуху повинні зробити слідча комісія, якою командує заступник міністра внутрішніх справ України.

| Якщо експерти прийдуть до остаточного висновку, що в вибуху винне Міністерство Оборони, то Міністерство Оборони визнає це першими |
| — Начальник групи інформації прес-служби Міноборони Ігор Халявський. 22 квітня 2000 року                                          |

### 23 квітня
Увечері в неділю, у ході телепередачі «Епіцентр» (студія 1+1) прес-секретар міністра оборони Сергій Нагорянський заявив, що Міністерство оборони України визнало, що причиною трагедії в Броварах, унаслідок якої загинуло 3 особи і 5 отримало травми різного ступеня, стало влучання в дев'ятиповерхівку навчальної ракети класу «земля-земля».

### 24 квітня
За заявою агентства «Інтерфакс-Україна», командувач ракетними військами й артилерією Збройних сил Володимир Терещенко, відповідаючи на питання, чому протягом 4 днів після трагедії Міноборони не визнавало, що саме «навчально-бойова» ракета влучила в будинок, пояснив, що «було багато сумнівів».
За його словами, ракета на відстані 80—90 км (відстань від Гончарівського полігону до Броварів) летить на висоті близько 8000 метрів, а швидкість падіння в ціль становить 600—700 м/с. При влучанні ракети в будівлю її вага становить 1,1 тонни. Удар такої сили перетворює ракету на великі уламки, і довести одразу, що це була ракета, важко. Тільки декілька невеликих шматків підтверджують і дають право і впевненість зрозуміти, що це — наша ракета, випущена з полігону — сказав він. Розповідаючи першу інформацію пресс-служби Міноборони про те, що ракета влучила в ціль, розташовану за 30 км від запуску, військові відмітили, що на місті контрольна група офіцерів дійсно знайшла воронку, «характерну для місця падіння такої ракети». «Ми більше, ніж собі, вірили в надійність цього ракетного комплексу», — сказав тоді Терещенко.
Міністр оборони України Олександр Кузьмук робить заяву, у якій виключає причетність «людського фактору» до збоїв систем ракети класу «земля — земля», випущеної 20 квітня з Гончарівського полігону, що влучила в житловий будинок Броварів, вказуючи, що серед причин, які призвели до трагедії — порушення (збій) системи енергозабезпечення, порушення (збій) гідроприводів і виходу з ладу помпи чи розгерметизації трубопроводів високого тиску, порушення (збій) дискретно-аналогового обчислительного приладу.
24 квітня мали відбутися ще одні навчання — на Житомирському полігоні з присутністю військового керівництва і Верховного Головнокомандувача Леоніда Кучми. В останній момент стало відомо, що Президент на навчання не поїде. Офіційна версія — синоптики прогнозують погану погоду, а це обмежить можливості для виконання завдань бойовою авіацією.

### 25 квітня
Військові експерти чітко називають однією з можливих причин влучання ракети класу «земля — земля» в житловий будинок у Броварах вибух газогенератора системи енергоподачі ракети, котрий поламався під час польоту. За даними комісії, відбувся вибух газогенератора, який розташований в хвостовому відділі, і являє собою пороховий заряд (шашку). Унаслідок цього ракета стала «некерованою і продовжила свій політ як вільно кинуте тіло під кутом до горизонту».

### 29 квітня
Міністр оборони України Олександр Кузьмук заявив, що вважає несправедливим подавати в відставку після аварії:

| З моєї сторони це було нечесно — зробити рекламно-благородний жест: бачите, яка я сильна людина. Тим самим я б кинув свої війська, своїх працівників, так званим благородством я б заховався за цією трагедією, я вирішив для себе випити цю гірку чашу до дна |
| — Міністр оборони України Олександр Кузьмук. 29 квітня 2000 року |

Того ж дня військові виявили задній відсік ракети «9К-79» разом з аеродинамічним кермом в 2 км від стартової позиції 5-ї батареї на Гончаровському полігоні. Це ще раз підтвердило версію про вибух на борту та некерований політ ракети після 12 секунд з моменту пуску.

## Жертви
- Володимир Сірик — мешканець 3-го поверху, 61 рік.
- Зинаїда Бірюкова — мешканка 3-го поверху, 63 роки.
- Рая Михайлова — молода мешканка 8-го поверху.

## Наслідки
Після трагедії командувача Ракетних військ і артилерії генерал-лейтенанта Володимира Терещенка і офіцера групи бойової підготовки полковника Георгія Корнєєва відправили у відставку, а першого заступника командувача військами Північного оперативного командування генерал-лейтенанта Валерія Пашинського понизили в посаді.
2006 року 123-тю ракетну бригаду, яка запускала ракету, розформували, а всю техніку з частини — вивезли.

## Подальша доля постраждалих та будинку
91 мешканець постраждалого будинку був тимчасово переселений до готелю «Спорт» в Броварах.
Кілька місяців поспіль після трагедії в пам'ять про жертв катастрофи місцеві жителі приносили до зруйнованого під'їзду вінки та живі квіти.
25 квітня постраждалим від вибуху виплатили по 2000 грн компенсацій, сім'ям загиблих — по 5000 грн. 96 евакуйованих осіб із 16 зруйнованих квартир переселили у новий будинок на вул. Грушевського.
Зруйнований під'їзд було повністю відновлено до 2001 року, а квартири в ньому передали військовим офіцерам. Від сліду ракети нічого не залишилось, тільки нові стіни виконали на 15 см ширшими.